# Camponotus sedulus
Camponotus sedulus é uma espécie de inseto do gênero Camponotus, pertencente à família Formicidae.